# San Sebastián de los Ballesteros
San Sebastián de los Ballesteros település Spanyolországban, Córdoba tartományban. San Sebastián de los Ballesteros La Victoria, La Rambla és La Carlota községekkel határos. Lakosainak száma 854 fő (2024).

## Népesség
A település népessége az elmúlt években az alábbi módon változott:
| Lakosok száma | 843  | 854  | 836  | 829  | 836  | 837  | 811  | 808  | 829  | 854  |
|               | 2001 | 2004 | 2006 | 2009 | 2011 | 2014 | 2016 | 2019 | 2021 | 2024 |